# Taperus discolor
Taperus discolor är en insektsart som beskrevs av Cai och Shen 1999. Taperus discolor ingår i släktet Taperus och familjen dvärgstritar. Inga underarter finns listade i Catalogue of Life.